# 纳迪克酸酐
纳迪克酸酐（5-降冰片烯-2,3-二甲酸酐）是一种有机化合物，化学式为C9H8O3。

## 立体化学
纳迪克酸酐表现出内型-外型异构。在外形异构体中，酸酐基团指向距桥碳同侧；在内型异构体中则指向相反侧。这两种异构体分别称为cis‑5‑降冰片烯‑exo‑2,3‑二羧酸酐（亦称himic酸酐）和cis‑5‑降冰片烯‑endo‑2,3‑二羧酸酐（亦称carbic酸酐）。商用纳迪克酸酐主要为内型异构体，因为其在合成中通过狄尔斯–阿尔德反应生成的是此异构体。
|      |      |
|      |      |
| 内型 | 外形 |

## 制备
在狄尔斯–阿尔德反应的专利中，纳迪克酸酐由顺丁烯二酸酐和环戊二烯的D-A缩合反应制得，反应主要生成内型异构体，内型异构体在紫外光的照射下会转化为外形异构体。

## 用途
由于降冰片烯部分在硫醇‑烯反应中的高反应性，纳迪克酸酐用于基于硫醇‑烯键联的交联聚合物网络单体合成。